# Ludovico Zacconi

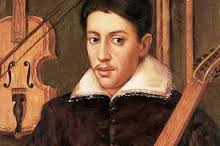

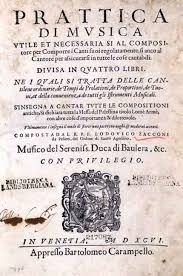

Ludovico Giulio Cesare Zacconi (* 11. Juni 1555 in Pesaro; † 23. März 1627 in Fiorenzuola di Focara bei Pesaro) war ein italienischer Ordensmann, Komponist, Sänger und Musiktheoretiker.

## Leben
Zacchoni trat in den Augustinerorden ein, wo er 1575 zum Priester geweiht wurde. Im Jahre 1577 nahm er Studien an der Kirche des hl. Stephanus in Venedig auf und wurde später von Andrea Gabrieli als Schüler angenommen. 1584 sang Zacconi im Markusdom vor und wurde angenommen, jedoch scheint er die Stellung nicht angenommen zu haben. Im Juli 1585 nahm er eine Stellung am Hof des Erzherzogs Karl II. an, die er bis zu Karls Tod im Jahre 1590 behielt. Daraufhin ging Zacchoni an den Hof  Wilhelms V. von Bayern, dessen Hofkapelle von Orlando di Lasso geleitet wurde. 
1596 verließ er den Dienst Wilhelms und kehrte nach Italien zurück. In den folgenden Jahren war er Prior in Pesaro und wirkte als Prediger und Verwalter in Italien und Kreta. Im Jahre 1612 kehrte er nach Pesaro zurück, wo er bis zu seinem Tode 1627 in Fiorenzuola lebte.

## Werk
Der Ruf Zacconis geht auf seine große Arbeit Prattica di musica zurück, die zuerst 1592 in Venedig veröffentlicht wurde. Ein zweiter Band erschien 1619, nach manchen Quellen 1622. Diese zwei Bände (vier Arbeiten enthaltend) sind ausführliche, reich bebilderte musiktheoretische Werke über polyphone Musik und die Kirchentonarten, die wertvolle Quellen über die frühen Opern und Oratorien darstellen. Einflüsse Zacconis finden sich in Pietro Cerones Melopeo y maestro von 1613 und in Michael Praetorius’ Syntagma musicum von 1618.